# Una Lucy Fielding
Una Lucy Fielding (Wellington, 20 maggio 1888 – Londra, 11 agosto 1969) è stata un'anatomista e neurologa australiana.

## Biografia
Maggiore di sei figli, Una Fielding nacque a Wellington, nel Nuovo Galles del Sud, e frequentò una scuola privata a Windsor prima di iniziare a studiare alla St Catherine's School di Waverley nel 1900. Nel 1907 vinse una borsa di studio per l'Università di Sydney e, dopo essersi laureata con un Bachelor of Arts nel 1910, trascorse sei anni insegnando francese e inglese.
Successivamente tornò all'Università di Sydney per studiare medicina, ottenendo un Bachelor of Scienze nel 1919 e un Bachelor of Medicine e Master of Surgery nel 1922. Nel 1923 si trasferì a Londra per lavorare nel dipartimento di anatomia dell'University College di Londra (UCL), dove si affermò grazia alle sue competenze e conoscenze nel campo della neurologia pratica. Fu incoraggiata dal capo del dipartimento di anatomia Sir Grafton Elliot Smith a studiare i monotremi e nel 1925 presentò il suo primo articolo sulla talpa marsupiale alla Società anatomica di Gran Bretagna e Irlanda.
Dopo un mandato presso l'Università del Michigan nel 1927, fu professoressa ad interim di istologia e neurologia presso l'Università americana di Beirut dal 1928 al 1929. Durante questo periodo collaborò a diverse pubblicazioni con A.S. Parkes e Francis Brambell. Tornata a Londra, collaborò con lo scienziato romeno Grigore T. Popa, scoprendo il collegamento vascolare tra l'ipotalamo e la ghiandola pituitaria. Fielding e Popa pubblicarono le loro scoperte su The Lancet e Journal of Anatomy.
Dal 1928 il suo lavoro allo UCL includeva conferenze e insegnamento in molteplici materie tra cui neurologia, anatomia e fisiologia del sistema nervoso. Nel 1935 Fielding fu nominata lettrice di nauroanatomia allo UCL. In qualità di rettrice reggente del dipartimento di neuroanatomia, durante la seconda guerra mondiale si occupò di organizzare l'evacuazione da Londra di studenti e ricercatori del dipartimento; parte della sua ricerca andò distrutta durante la battaglia d'Inghilterra. Dopo la fine del conflitto, si trasferì in Egitto e divenne assistant professor di anatomia nella neofondata Università di Alessandria. Tuttavia, a causa delle crescenti tensioni tra l'Egitto e il Regno Unito, Fielding fu espulsa dallo Stato nel 1952 e, di ritorno a Londra, tornò ad insegnare allo UCL.
Morì al St Pancreas Hospital di Londra nel 1969 all'età di 81 anni.